# Port Kaituma
Port Kaituma o Puerto Caituma es una localidad guyanesa de la región de Barima-Waini.
Aunque ya existían asentamientos indígenas a lo largo del río Kaituma, el desarrollo del lugar se produjo a partir del descubrimiento de yacimientos de manganeso en Matthew's Ridge. La producción se trae desde allí por ferrocarril, y se embarca en el puerto sobre el río.
El 18 de noviembre de 1978, miembros de la secta del religioso estadounidense Jim Jones (1931-1978) asesinaron a 5 personas (entre ellos, al congresista estadounidense Leo Ryan). Un par de horas después, Jones y unos 909 miembros de la secta se suicidaron en Jonestown (‘la aldea de Jones’), a unos 11 km al sureste de Puerto Caituma.
La ciudad está ubicada dentro de Guayana Esequiba, una región reclamada por Venezuela.

## Demografía
Según censo de población 2002 contaba con 2267 habitantes. La estimación 2010 refiere a 2793 habitantes.
Ocupación de la población
| Dato      | Funcionarios | Profesionales y técnicos | Clero | Comercio y Servicios | Act. agrícolas | Act. industriales | Ocup. elementales | S/D | Total |
| --------- | ------------ | ------------------------ | ----- | -------------------- | -------------- | ----------------- | ----------------- | --- | ----- |
| Población | 18           | 43                       | 12    | 309                  | 73             | 64                | 157               | 553 | 1209  |